# Космос-1964
Космос-1964 је један од преко 2400 совјетских вјештачких сателита лансираних у оквиру програма Космос.
Космос-1964 је лансиран са космодрома Тјуратам, Бајконур, СССР, 23. августа 1988. Ракета-носач Сојуз је поставила сателит у орбиту око планете Земље. Маса сателита при лансирању је износила 6300 килограма. Космос-1964 је био војни сателит за фотографску картографију.